# مهنية تطوير البرمجيات المعتمدة
مهنية تطوير البرمجيات المعتمدة (CSDP) هي شهادة مهنية محايدة من المطوِّر في هندسة البرمجيات تم تطويرها من قبل جمعية الحاسبات التابعة لمعهد مهندسي الكهرباء والإلكترونيات لمتخصصي هندسة البرمجيات ذوي الخبرة. تم تقديم هذه الشهادة على مستوى العالم منذ عام 2001 حتى ديسمبر 2014.
يشكل برنامج الاعتماد عنصرًا من الجهود الرئيسية لجمعية الحاسوب في مجال مهنية هندسة البرمجيات، جنبًا إلى جنب مع الجمعية المهنية التابعة لمعهد مهندسي الكهرباء والإلكترونيات ورابطة مكائن الحوسبة لهندسة البرمجيات 2004 (SE2004) توصيات المناهج الجامعية ودليل هندسة البرمجيات للمعرفة (هيئة المعرفة لهندسة البرمجيات دليل 2004)، اكتمل بعد ذلك بعامين.
كتطور إضافي لهذه العناصر، لتسهيل قابلية النقل العالمي لشهادة هندسة البرمجيات، من 2005 حتى 2008 المعيار الدولي المنظمة الدولية للمعايير/اللجنة الكهروتقنية الدولية 24773: 2008 «هندسة البرمجيات - شهادة المتخصصين في هندسة البرمجيات - إطار المقارنة» تم تطويره. (يرجى الاطلاع على نظرة عامة على جهود توحيد معايير المنظمة الدولية للمعايير/اللجنة الكهروتقنية الدولية JTC1 ومعهد مهندسي الكهرباء والإلكترونيات في المقالة التي نشرها ستيفن ب. سيدمان، السياسة الأمنية والدفاعية المشتركة للاتحاد الأوروبي.) تمت صياغة المعيار بهذه الطريقة، مما سمح بالتعرف على مخطط شهادة السياسة الأمنية والدفاعية المشتركة للاتحاد الأوروبي على أنه متوافق بشكل أساسي معه، بعد وقت قصير من تاريخ إصدار المعيار، 2008-09-01.
تم إجراء العديد من المراجعات اللاحقة لشهادة السياسة الأمنية والدفاعية المشتركة للاتحاد الأوروبي بهدف جعل المحاذاة أكثر اكتمالاً. في عام 2019، تم سحب المنظمة الدولية للمعايير/اللجنة الكهروتقنية الدولية 24773: 2008 ومراجعتها بواسطة المنظمة الدولية للمعايير/اللجنة الكهروتقنية الدولية 24773-1: 2019.
تم تقديم الشهادة في البداية من قبل معهد مهندسي الكهرباء والإلكترونيات ورابطة مكائن الحوسبة إلى ممارسي هندسة البرمجيات وتطوير البرمجيات ذوي الخبرة عالميًا في عام 2001 في سياق الاختبار التجريبي لاختبار الشهادات. تمت الموافقة رسميًا على برنامج شهادة السياسة الأمنية والدفاعية المشتركة للاتحاد الأوروبي في عام 2002.
بعد ديسمبر 2014، تم إيقاف برنامج الاعتماد هذا، وتم الاعتراف بجميع الشهادات الصادرة على أنها صالحة إلى الأبد. تم تقديم عدد من الشهادات المماثلة الجديدة من قبل رابطة مكائن الحوسبة، بما في ذلك شهادات ماجستير هندسة البرمجيات المهنية (PSEM) وماجستير عمليات هندسة البرمجيات المهنية (PSEPM) (تم إيقافها لاحقًا).
لكي تصبح مرشحًا مهنيًا معتمدًا في تطوير البرمجيات (CSDP)، يجب أن يكون لدى المرشحين أربع سنوات (ست سنوات في البداية) من الخبرة المهنية في هندسة البرمجيات، واجتياز اختبارًا لمدة ثلاث ساعات ونصف، و180 سؤالًا في مجالات المعرفة المختلفة لهندسة البرمجيات، و حاصل على درجة البكالوريوس على الأقل في علم الحاسوب أو هندسة البرمجيات. اختبر اختبار مهنية تطوير البرمجيات المعتمدة كفاءة المرشحين في مبادئ وممارسات هندسة البرمجيات المقبولة دوليًا والمعايير الصناعية. ويلتزم حاملو أوراق اعتماد مهنية تطوير البرمجيات المعتمدة أيضًا بالالتزام بقواعد أخلاقيات هندسة البرمجيات والممارسة المهنية الخاصة بمعهد مهندسي الكهرباء والإلكترونيات/ رابطة مكائن الحوسبة.

## تاريخ
قدمت الجمعية المهنية التابعة لمعهد مهندسي الكهرباء والإلكترونيات مهنية تطوير البرمجيات المعتمدة في عام 2002، وفي 27 أكتوبر 2008، أصبحت أول شهادة تتوافق مع معيار المنظمة الدولية للمعايير/اللجنة الكهروتقنية الدولية 24773 لشهادة هندسة البرمجيات.

## تحديد الأهلية
كان على المرشحين الخضوع لمراجعة الأقران لمؤهلاتهم التعليمية والمهنية من أجل الحصول على تفويض لإجراء امتحان مهنية تطوير البرمجيات المعتمدة. لذلك كان على المرشحين تقديم طلب إلى الجمعية المهنية التابعة لمعهد مهندسي الكهرباء والإلكترونيات الذي قدم معلومات يمكن التحقق منها فيما يتعلق بخلفيتهم التعليمية وخبراتهم المهنية.
كانت شهادة مساعد تطوير البرمجيات المعتمد (CSDA) متاحة للطلاب المتخرجين ومحترفي البرمجيات في بداية حياتهم المهنية الذين لم يستوفوا متطلبات الأهلية لبرنامج مهنية تطوير البرمجيات المعتمدة.

## محتوى فحص مهنية تطوير البرمجيات المعتمدة
استند محتوى امتحان مهنية تطوير البرمجيات المعتمدة إلى دليل هيئة هندسة البرمجيات للمعرفة. شمل الاختبار محتوى من جميع مجالات المعرفة الأساسية في إصدار دليل هيئة المعرفة لهندسة البرمجيات الإصدار الثالث. فيما يلي قائمة بالموضوعات التي تم اختبارها من حيث نسبة الاختبار الكلي.
- متطلبات البرمجيات 11%.
- تصميم البرمجيات 11%.
- بناء البرمجيات 9%.
- فحص البرمجيات 11%.
- صيانة البرمجيات 5%.
- إدارة تكوين البرمجيات 5%.
- إدارة هندسة البرمجيات 8%.
- عملية تطوير البرمجيات 5%.
- طرق هندسة البرمجيات 4%.
- جودة البرمجيات 7%.
- الممارسة المهنية لهندسة البرمجيات 5%.
- اقتصاديات هندسة البرمجيات 5%.
- أسس الحوسبة 5%.
- الأسس الرياضية 3%.
- أسس هندسية 4%.

## روابط خارجية
- [1] الصفحة الرئيسية لشهادة الجمعية المهنية التابعة لمعهد مهندسي الكهرباء والإلكترونيات: برنامج الشهادات الاحترافي للبرمجيات.